# Ilminster (Without)
Ilminster (Without) var en civil parish från 1899 till 1982 då den blev en del av Broadway, Combe St. Nicholas, Donyatt, Horton, Ilminster, Ilton och Whitelackington, i grevskapet Somerset, i England. Civil parish var belägen 15 km från Taunton och hade 964 invånare år 1971.